# Lenguas zoqueanas
Las lenguas zoqueanas (o soqueanas) crearon un grupo de lenguas perteneciente a la familia lingüística mixe-zoqueana. Es hablado por alrededor de 70 mil personas de la etnia zoque, concentradas en el istmo de Tehuantepec, que comparten los estados mexicanos de Oaxaca y Chiapas y en la parte norte de este último.
Los hablantes de zoque de Oaxaca y zoque de Chiapas llaman a sus dos dialectos o'de püt y juntando los hablantes suman alrededor de 60 000. El llamado "zoque del Golfo", usualmente llamado idioma popoluca, se suele clasificar como un idioma no independiente de las anteriores aunque está estrechamente emparentado con las anteriores lenguas. El Zoque del Golfo incluye las variedades son la de Soteapan, Texisistepec y Ayapa, habladas en el estado de Veracruz.
En Tabasco, el zoque se habla principalmente en comunidades de los municipios de Jalpa de Méndez y Tacotalpa, este último ubicado en la sierra sur del estado, a la cual, durante la época de la colonia, se le llamaba "Sierra de los Zoques", y hasta donde llegó Francisco de Montejo y León "el Mozo" para conquistar a los indígenas de la zona.
El vocabulario y la pronunciación del zoque cambia ligeramente según la zona y poblado en donde se hable.

## Clasificación
Lista de las lenguas zoqueanas, con número de hablantes (y fecha de estimación):
Zoque
Concepto:	Grupo étnico que habita en los estados mexicanos de Chiapas, Oaxaca y Tabasco
Ubicación
Los zoques viven en el estado de Chiapas, penetran ligeramente los estados de Tabasco, Oaxaca y Sur de Veracruz. En Oaxaca existen dos comunidades agrarias zoques en los límites con el estado de Chiapas en la región del Istmo de Tehuantepec, Santa María Chimalapa y San Miguel Chimalapa, pertenecientes al Distrito de Juchitán.
Idioma
El nombre de su etnia es tzunipung, que quiere decir gente de idioma o palabra. Zoques los nombraron los aztecas, en alusión a la pesca del caracol de río (zoqui), palabra que también significa lodo.
Los zoques de Chiapas se llaman a sí mismos O'depüt, "gente de palabra", y los Chimalapas Angpon, "los que hablan la lengua". Las lenguas zoqueanas constituyen un grupo lingüístico que pertenecen a la familia mixe-zoqueana, es la única lengua no mayense hablada en el estado de Chiapas. El zoque lo hablan alrededor de 100.000 personas y representan el 9% de los hablantes indígenas de México.
La lengua Zoque tiene variantes dialécticos notables confirmándose la existencia de un antiguo tronco protozoque. Las referencias - hasta ahora - más lejanas del idioma Zoque se remontan al siglo XVII, concretamente al lapso que media entre 1652 y 1672, periodo en el que Fray Luis González escribió su Arte breve y vocabulario de la lengua Zoque.
Vivienda
Sus viviendas tradicionales se construyen con paredes de bajareque, techo de zacate y el piso de tierra. En estos nuevos tiempos que corren los hogares tradicionales solo se ven en las rancherías más alejadas de los núcleos urbanos, y en la actualidad se van construyendo con otros materiales como el cemento, ladrillo, piedra y lámina. Generalmente suelen ser rectangulares y cuentan con una sola habitación y un anexo más pequeño para cocina. También cuentan con un patio o solar donde cultivan árboles frutales, limones, naranjas, mangos, anomas, plátanos y flores y plantas para uso medicinal y culinario.
Habita en los estados mexicanos de Chiapas, Oaxaca y Tabasco. Cultural, geográfica y lingüísticamente tienen una relación de parentesco muy fuerte con los mixes y los popolucas.
Antiguamente, el territorio que acogía a este grupo indígena cruzaba las montañas del estado de Chiapas, especialmente por el norte, y llegó a ocupar gran parte del territorio quiché.
En la actualidad la cuestión geográfica de los zoques ha cambiado, se ha reducido. La mayor concentración se halla en un área de poco más de 3.000 km². Principalmente en los municipios de Amatán, Coapilla, Copainalá, Chapultenengo, Francisco León, Ocotepec, Ostuacán, Pantepec, Rayón, Solosuchiapa, Tapalapa, Tapilula y Tecpatán.
Historia
Es muy poco lo que se sabe del origen de los Zoques. Cuando los Chiapanecas llegaron al territorio llamado Quiché, los Zoques ya estaban allí.
Los Zoques ocupaban montañas que cruzaban el Estado de Chiapas, especialmente en el Norte. Esta gente ocupó una parte considerable del territorio quiché, limitado hacia el Norte por el Estado de Tabasco, Chontal y Ahualulco, hacia el Sur, por los Mames, al Este por los Mayas, los Quelenes y los Chiapa (Chiapanecos) y en el Oeste, por los Zapotecos.
La capital de una de las tribus principales entre los que los Zoques estaban divididos, fue  Quechula, actualmente sumergida bajo las aguas de la Presa Hidroeléctrica Netzahualcóyotl.
Cuando los españoles llegaron a conquistar Chiapas, los Zoques se dividían en cuatro tribus.
1.- La primera con Capital en Quechula.
2.- La segunda en Javepagcuay (Ruinas de Ocozocuautla Espinosa).
3.- La tercera en Guateway  (actualmente el pueblo de Magdalena, coltipán Mezcalapa).
4.- La cuarta en Zimatán, en Tabasco.
La evangelización de los Zoques principió de hecho con el penoso viaje que a través de la religión hicieron los frailes Tomás Casillas y Alonso de Villalba en 1546.
Cansados y molidos de caminar a pie por sierra y riscos, valles, lodos y pantanos, de pasar peligrosos ríos . . . sufriendo mil descomodidades de hambre, sed y falta de ropa . . . pronto se empezaron a congregar los indígenas en poblados, con un templo como centro de su vida espiritual. En esa forma se funda Copainalá después de 1549 con carácter de vicaría.

## Descripción lingüística

### Fonología
Un hecho interesante de las lenguas zoqueanas es que no admiten codas silábicas con diferente punto de articulación, o más precisamente si una sílaba acaba en dos consonantes entonces el penúltimo segmento debe ser un fonema laríngeo no especificado con rasgos supralaringales de punto de articulación adicionales. Eso implica que sílabas como /**CVpt/ o /**CVtN/ sean inadmisibles, siendo la coda silábica permitida como en los siguientes ejemplos:
(1a) aspiración + consonante
/hp/: nihp- 'sembrar'
/ht/: peht- 'barrer'
/hk/: sehk- 'regar'
/hc/: nuhc- 'calentar'
/hs/: suhs- 'soplar'
(1b) glotalización + consonante
/ʔp/: tiʔp- 'ocultarse [sol, luna]'
/ʔt/: kuʔt- 'comer'
/ʔk/: siʔk- 'batir'
/ʔc/: cuʔc- 'mamar'
/ʔs/: kiʔs- 'morder'
/ʔm/: kiʔm- 'subir'
/ʔn/: toʔn- 'beber'

### Gramática
Las lenguas zoqueanas son lenguas ergativas, con un sistema interesante de marcaje de persona: existen unas marcas específicas en estos idiomas cuando van en la oración principal diferentes de las marcas para esas categorías cuando aparecen en una oración subordinada. Así este curioso sistema de marcaje de la persona diferencia morfológicamente entre oraciones finitas subordinadas y no-subordinadas.

### Comparación léxica
El siguiente cuadro resume los numerales en diferentes variedades de lenguas zoqueanas:
| GLOSA | Popoluca Texistepec | Popoluca de la Sierra | Zoque de Fco. León | Zoque de Copainalá | proto-zoqueano |
| ----- | ------------------- | --------------------- | ------------------ | ------------------ | -------------- |
| 1     | tum                 | tūm                   | tumø               | tumi               | *tum-          |
| 2     | wisnaʔ              | wus                   | meʦkuy             | meʦa               | *mehʦ-, *wis-  |
| 3     | tuknaʔ              | tuku                  | tuʔkay             | tukaʔy             | *tuku-         |
| 4     | baksnaʔ             | maktas                | makskuy            | makškuʔ            | *mak(ta)s-     |
| 5     | bosnaʔ              | mos                   | mosay              | mosaʔ              | *mos-          |
| 6     | tuhnaʔ              | tuhtu                 | tujtay             | tuhtaʔ             | *tuhtu-        |
| 7     | wis.tuhnaʔ          |                       | ku′yay             | kuʔyaʔy            | *wis.tuh-      |
| 8     | tuk.tuhnaʔ          |                       | tukutujtay-        | tukutuhtaʔy        | *tuku.tuhtu-   |
| 9     | baks.tuhnaʔ         |                       | maks.tujtay        | makstuhtaʔy        | *maks.tuhtu-   |
| 10    | baknaʔ              |                       | majkay             | mahkaʔy            | *mahk-         |